# Pedra da Boca (Paraíba)

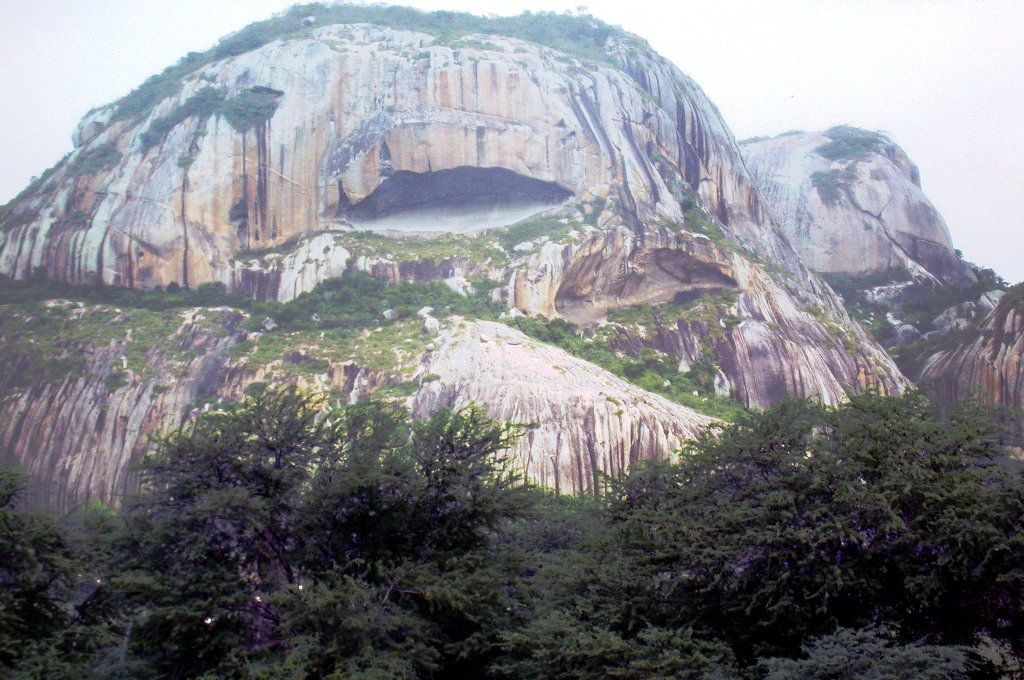

A Pedra da Boca é uma formação rochosa de aproximadamente 336 metros de altura localizada no Parque Estadual da Pedra da Boca (a quem empresta o nome), no município de Araruna, Paraíba. É assim conhecida devido a uma cavidade escavada pela erosão, assemelhada a uma grande boca aberta.
É local bastante procurado por jovens para a prática de escalada, rapel e ecoturismo, o qual conta com o apoio e hospitalidade das pessoas locais, que fornecem lugar para acampamento e refeições, bem como oferecem passeios guiados pelas trilhas locais.